# 565. grenadirski polk (Wehrmacht)
565. grenadirski polk (izvirno nemško 565. Grenadier-Regiment; kratica 565. GR) je bil pehotni polk Heera v času druge svetovne vojne.

## Zgodovina
Polk je bil ustanovljen 15. januarja 1944 in bil 22. aprila istega leta preimenovan v 432. grenadirski polk.